# Frank Séchehaye
Frank Séchehaye (3 de novembre 1907 - 13 de febrer 1982) fou un futbolista i entrenador de futbol suís que jugava de porter.
Fou 37 cops internacional amb Suïssa. Participà en els Jocs Olímpics de 1928 i a la Copa del Món de futbol de 1934.
A nivell de clubs defensà els colors d'Etoile-Carouge FC, Club Français, Servette FC i FC Lausanne-Sport.
Entrenà als clubs Forward Morges, FC Lausanne-Sport, Servette FC i FC Sion.